# Западная улица (Казань)
Западная улица (тат. Көнбатыш урам, Könbatış uram) — улица в историческом районе Малое Игумново (Лагерная) Кировского района Казани. 

## География
Начинаясь от Аракчинской улицы, пересекает улицы Боевая, Заречная и Лагерная и заканчивается пересечением с Ново-Слободской улицей.

## История
Улица появилась на западной окраине Малого Игумнова в конце XIX – начале XX века. По сведениям на 1912 год, на улице находилось 9 домовладений (включая имевшие адресацию по двум улицам), все деревянные. В сословном отношении 3 домовладельца были крестьянами, 2 военными, 1 ― мещанином, сословная принадлежность ещё 3 домовладельцев не указана. До революции улица не имела устоявшегося названия ― параллельно употреблялись названия Односторонка, Односторонка к Аракчину  (также в 1914 году постановлением Казанской городской думы было утверждено название Услонская, но фактически оно не использовалось).
В соответствии с протоколом комиссии Казгорсовета по наименованию улиц б/н от 2 ноября 1927 года улица получила современное название по расположению на западной окраине Малого Игумново.
К 1939 году количество домовладений увеличилось до более чем десяти: №№ 5–17/63 по нечётной стороне и №№ 4/64–8/69, 12, 14/65 по чётной.
Современная застройка улицы — малоэтажная («частный сектор»).
В дореволюционное время и в первые годы советской власти административно относилась к 6-й городской части. После введения в городе деления на административные районы входила в состав Заречного (с 1931 года Пролетарского, с 1935 года Кировского) района.

## Транспорт
Общественный транспорт по улице не ходит; ближайшая остановка общественного транспорта — «Западная» (автобус) на Боевой улице. В 1 километре от улицы находится ж/д станция Лагерная.